# Sender Kitzbüheler Horn
Der Sender Kitzbüheler Horn ist ein 102 Meter hoher Sendeturm in Stahlbetonbauweise auf dem Kitzbüheler Horn bei Kitzbühel in Österreich. Der Sendeturm Kitzbüheler Horn hat keinen zylindrischen Schaft. Er dient zur Verbreitung von TV- und UKW-Hörfunkprogramme.
Der Sendeturm wurde am 12. Dezember 1969 nach zwei Jahren schwieriger Bauzeit als kombinierte Rundfunk- und Fernsehsendeanlage des ORF in Betrieb genommen. Vorausgegangen waren langwierige und intensive Verhandlungen mit Behörden und Grundeigentümern.
Zugunsten der Umstellung auf DVB-T wurden die analogen PAL Kanäle ORF eins (Kanal 5, 3 kW) und ORF 2 - Tirol (Kanal 24, 30 kW) am 22. Oktober 2007 eingestellt.
Vor Errichtung des Sendeturms betrieb Hans Hinterholzer (Elektro Hinterholzer, Kitzbühel) bereits jahrelang einen „Umsetzer“ mit den Österreich-Programmen. Widrigste Witterungsverhältnisse führten im Winter zu Ausfällen.
Aufgrund seiner Höhenlage hat der Sender eine hohe Reichweite und kann auch außerhalb Tirols empfangen werden.

## Frequenzen und Programme

### Analoger Hörfunk (UKW)
Die Radioprogramme des ORF werden gerichtet gesendet: Diverse private Programme werden vom untergeordneten Harschbichl aus gesendet. In UKW werden folgende Programme ausgestrahlt:
| Frequenz [MHz] | Programm    | RDS PI    | Senderlogo | PI-Code | Regionalisierung | ERP [kW] | Antennendiagramm rund (ND) / gerichtet (D) | Polarisation horizontal (H) / vertikal (V) |
| -------------- | ----------- | --------- | ---------- | ------- | ---------------- | -------- | ------------------------------------------ | ------------------------------------------ |
| 95,4           | Radio Tirol | ORF Tirol |            | AA0A    | Tirol            | 4,5      | D                                          | H                                          |
| 97,5           | Ö1          | __OE_1__  |            | A201    |                  | 4,5      | D                                          | H                                          |
| 99,9           | FM4         | __FM4___  |            | A213    |                  | 4,5      | D                                          | H                                          |
| 103,9          | Hitradio Ö3 | __OE_3__  |            | A203    |                  | 4,5      | D                                          | H                                          |

Digitaler Hörfunk (DAB+): Seit 11. Dezember 2019 wird der Österreichische Bundesmux I im Kanal 5B gesendet. DAB wird in vertikaler Polarisation ausgestrahlt. In diesem Block erfolgt noch kein Gleichwellenbetrieb mit dem Sender Patscherkofel.
| Block           | Programme | ERP (in kW) | Antennen- diagramm rund (ND), gerichtet (D) | Gleichwellennetz (SFN) |
| --------------- | --- | ----------- | ------------------------------------------- | --- |
| 8D Mux II Tirol | - Life Radio Tirol (72 kbp/s) - Radio U1 (72 kbp/s) - Magic Hit (geplant) - Antenne Tirol (geplant) | 5           | D                                           | Innsbruck (Patscherkofel) (koordiniert): Kufstein (Kitzbüheler Horn), Landeck (Krahberg), Reutte (Hahnenkamm)                                                                            |
| 5B DAB+ Austria | DAB-Block des österreichischen Bundesmux: - #Radio ONE (80 kbit/s) - * 88,6 * (72 kbit/s) - Antenne Österreich (72 kbit/s) - arabella HOT (72 kbit/s) - arabella MAGIC (72 kbit/s) - Energy (96 kbit/s) - ERF Süd (40 kbit/s) - jö.live (72 kbit/s) - KLASSIK RADIO (72 kbit/s) - Mein Kinderradio (40 kbit/s) - oe24 Radio (72 kbit/s) - Radio Maria Österreich (72 kbit/s) - Radio Stephansdom Klassik (72 kbit/s) - Rock Antenne (72 kbit/s) - Schlagerradio Flamingo (72 kbit/s) - WELLE 1 (72 kbit/s) - ORS EPG (16 kbit/s Daten) - ORS TPEG (8 kbit/s Daten, geplant) | (geplant)   | D                                           | - Salzburg: Salzburg (Gaisberg) - Tirol: Innsbruck (Patscherkofel) - Vorarlberg: Bregenz (Pfänder) in Planung: (Tirol): Reutte (Hahnenkamm), Hopfgarten (Hohe Salve), Landeck (Krahberg) |

### Digitales Fernsehen (DVB-T2)
Vom Kitzbühler Horn werden folgende TV-Programme ausgestrahlt: Viele DVB-T2-Sender werden verschlüsselt über SimpliTV vertrieben:
Ad. = Antennendiagramm: rund (ND) / gerichtet (D)
Pol. = Polarisation: horizontal (H) / vertikal (V)
| Kanal | Frequenz [MHz] | Multiplex | Programme im Multiplex | ERP [kW] | Ad. | Pol. H / V | Modulations- verfahren | FEC | Guard- intervall | Bitrate [MBit/s] | Gleichwellennetz (SFN) |
| ----- | -------------- | --------- | --- | -------- | --- | ---------- | ---------------------- | --- | ---------------- | ---------------- | --- |
| 29    | 538            | MUX B     | - ATV HD - ServusTV HD - RTL HD - 3sat HD - HGTV - Puls 4 - ATV2 - ZDFinfo                                                     | 9        | D   | H          | 16-QAM                 | 1/4 | 3/4              | 14,93            | Kufstein (Kitzbüheler Horn), Lend (Luxkogel), Salzburg, Bad Ischl (Katrin), Schladming (Hauser Kaibling), Ramsau am Dachstein         |
| 24    | 498            | MUX A     | - ORF 1 - ORF 1 HD - ORF 2 Wien - ORF 2 Tirol HD - ORF 2 Vorarlberg HD - ORF 2 Kärnten HD - ORF III HD - ORF SPORT + HD        | 4        | D   | H          | 16-QAM                 | 1/4 | 3/4              | 14,93            | Kufstein (Kitzbüheler Horn), Hohe Salve(Hopfgarten), Jenbach, Wildschönau (Sandegg), Brandenberg, Innsbruck (Seegrube), Patscherkofel |
| 42    | 642            | MUX F     | - Sat.1 HD - ProSieben HD - Puls 4 HD - VOX HD - Disney Channel - CNN - Deluxe Music - NDR Fernsehen (Niedersachsen) - Puls 24 | (*)      | ND  | V          | 16-QAM                 | 1/4 | 3/4              | 14,93            | Salzburg, Kufstein (Kitzbüheler Horn), Lend (Luxkogel), Bad Ischl (Katrin), Schladming (Hauser Kaibling), Ramsau am Dachstein         |
| 37    | 602            | MUX D     | - BR Fernsehen Süd HD - Arte HD - Sat.1 Gold - Super RTL - n-tv - DMAX - RTL Nitro - RTL Plus - Nickelodeon - Phoenix - One    | 4        | ND  | V          | 16-QAM                 | 1/4 | 3/4              | 14,93            | Patscherkofel, Innsbruck (Seegrube), Mayrhofen, Kufstein (Kitzbüheler Horn)                                                           |
| 23    | 490            | MUX E     | - Das Erste HD - ZDF HD - ZDFneo HD - KiKA - RTL II - Sixx - kabel eins - Eurosport - Playboy TV - Sport1                      | (*)      | D   | V          | 16-QAM                 | 1/4 | 3/4              | 14,93            | Patscherkofel, Innsbruck (Seegrube), Mayrhofen, Kufstein (Kitzbüheler Horn)                                                           |